# Caldo criminale
Caldo criminale è un film TV, del 2010, diretto da Eros Puglielli, con protagonisti Sabrina Ferilli e Gabriel Garko.
Nel cast figurano anche Marisa Berenson, Vincent Spano e Sarah Felberbaum.
Il  film è andato in onda per la prima volta su Canale 5 mercoledì 29 settembre in prima serata e ha riunito davanti allo schermo 5.117.000 spettatori, con uno share del 19,81%.

## Trama
Anna è una donna che ha cambiato città dopo le violenze subite dal marito, ma che vive costantemente con la preoccupazione che questi riesca a scoprire la sua nuova residenza e sia pronto a vendicarsi non appena uscito di prigione, tanto che porta sempre con sé una pistola.
In una calda notte d'estate, in cui non riesce a dormire preoccupata per l'imminente scarcerazione dell'ex-marito, Anna, che vive in un appartamento affittatole dall'amica Marzia, si affaccia alla finestra e scorge nell'appartamento di fronte un uomo e una donna scambiarsi un bacio appassionato. Improvvisamente la scena viene interrotta da un colpo di pistola sparato contro l'uomo.
Anna avvisa immediatamente la polizia, ma una volta che l'ispettore Lai è giunto sul posto, del fatto di sangue che si sarebbe consumato non vi è alcuna traccia.
Le indagini conducono comunque alla villa di Lucrezia Lanzillotti, proprietaria dell'appartamento, e Anna è quasi certa di riconoscere in Valerio Valli, il giovane marito di Lucrezia, l'uomo ferito dal colpo di pistola, anche se quest'ultimo appare in perfette condizioni.
Anna conosce Cecilia, la vicina di casa, e le due donne diventano in fretta amiche. È proprio in una serata trascorsa in discoteca con Cecilia che Anna si trova nuovamente di fronte Valerio che inizia a farle la corte.
Dopo qualche tempo Anna cede al fascino dell'uomo, con cui allaccia una relazione sentimentale. Il nuovo rapporto procura però ad Anna nuovi guai: la donna è infatti vittima di eventi che suonano come vere e proprie minacce alla sua incolumità ed è convinta che sia opera di Lucrezia, la moglie di Valerio, alla quale non è certo sfuggito il fatto che il marito la stia tradendo.
In seguito Valerio confida ad Anna il proprio passato, rivelandole che il suo matrimonio è basato solamente su un ricatto di Lucrezia, che altrimenti lo avrebbe denunciato per l'omicidio del suo primo marito, omicidio al quale Valerio si dichiara completamente estraneo.
In un'escalation di eventi, Valerio uccide Lucrezia usando la pistola di Anna, che giunge alla villa poco dopo l'omicidio. A quel punto Anna si rende conto di essere caduta in una trappola: a muovere i fili, infatti, è sempre stato Valerio, il quale ha solamente usato Anna per realizzare il suo piano diabolico, piano che prevedeva l'eliminazione della moglie facendo in modo che la responsabilità del delitto ricadesse sulla rivale in amore ormai esasperata, mentre lui avrebbe ereditato il denaro della consorte.
Ora a Valerio non resta che portare a termine il suo piano inscenando il suicidio di Anna. Qui entra in gioco Cecilia: Anna, fuggita di corsa dalla villa, incontra la vicina di casa che sta transitando in auto da quelle parti e le offre un passaggio; Cecilia non è però altri che la vera amante e complice, sin dall'inizio, di Valerio, nonché la donna che stava con l'uomo quando era stato visto alla finestra da Anna. Anna viene così condotta da Cecilia sull'orlo di un burrone, dove ad aspettarla è Valerio che la minaccia con una pistola: Valerio e Cecilia non riescono però a portare a termine il loro piano, perché l'ispettore Lai giunge in tempo sul posto e riesce a salvare la vita ad Anna.
L'incubo però non è ancora finito: il suo ex marito, che una volta uscito di prigione ha ucciso Marzia ed è riuscito a scoprire il nuovo indirizzo della moglie, rapisce infatti la donna e tenta di ucciderla. Proprio quando per Anna sembra essere arrivata la fine, l'uomo viene investito da un'automobile guidata a grande velocità da alcuni ragazzini romeni che Anna aveva aiutato ad evitare la galera per furto. Ancora vivo, cerca di sparare ad Anna, ma l'ispettore Lai, giunto ancora una volta in tempo, riesce a salvarle la vita sparando all'uomo.
Ora Anna, che ha chiuso tutti i conti col suo passato, può lasciarsi finalmente tutto alle spalle e ricominciare una nuova vita.